# Théorie du complot juif
Ne doit pas être confondu avec Théorie du complot sioniste.

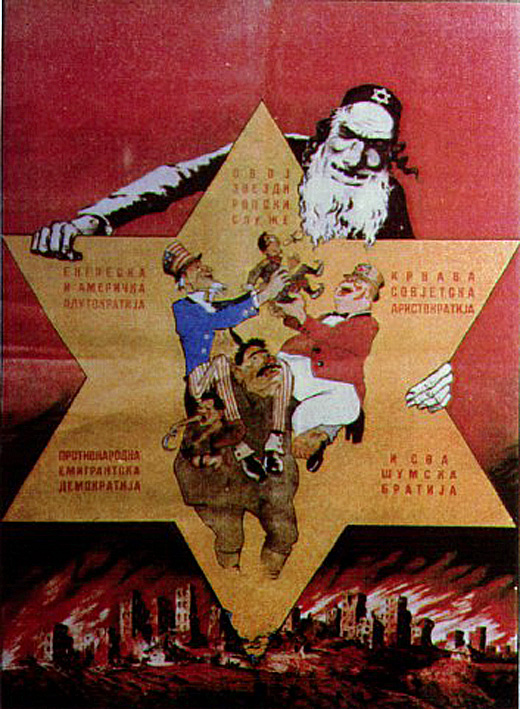
Affiche de propagande nazie de l'exposition antimaçonnique de Belgrade, 1941-1942. Le leader serbe Draža Mihailović est représenté comme un animal de compagnie aux mains des États-Unis, du Royaume-Uni et de l'URSS, supposés contrôlés par des Juifs.

Le « complot juif » est une théorie du complot qui prête aux Juifs une volonté et les moyens de dominer le monde. Ce mythe est particulièrement incarné par Les Protocoles des Sages de Sion, document du début du XXe siècle se présentant comme un programme juif de domination du monde, mais en réalité créé par le faussaire antisémite russe Matveï Golovinski pour le compte de la police politique tsariste. Auparavant, cette théorie avait été largement popularisée en France par le pamphlet antisémite d'Édouard Drumont, La France juive paru en 1886, véritable « best-seller » de la fin du XIXe siècle selon les termes de Léon Poliakov.
Relevant originellement de l'antijudaïsme chrétien, les théories du complot juif sont plus élaborées que la simple allégation antisémite et leurs auteurs insistent sur le thème de la domination.
La théorie du complot juif connaît un regain de popularité en Europe durant les crises des années 1930, après avoir été développée dans le manifeste d'Adolf Hitler, Mein Kampf. À l'époque, une telle théorie est cautionnée principalement à droite et à l'extrême droite : la droite de l'époque est fortement nationaliste et hait donc autant le Juif « apatride » que le communiste, tous deux étant regroupés dans le concept de « judéo-bolchevisme », tandis qu'à gauche, depuis le XIXe siècle, le Juif est accusé de contrôler la finance et identifié à la figure du capitaliste.
Après la mise en œuvre de la « Solution finale à la question juive » par les nazis et la création de l’État d'Israël, le thème du complot juif renaît dans certains milieux antisionistes qui assimilent abusivement les substantifs « sionisme » et « fascisme » aux adjectifs « juif » et « sioniste ». Cette fraction radicale d'antisionistes a développé une opposition à Israël fondée sur l'antisémitisme et la contestation de la Shoah. La théorie du complot sioniste qui en résulte est considérée par Pierre-André Taguieff et Jacques Tarnero comme une variante moderne de la théorie du complot juif.
La thématique du complot juif connaît aujourd'hui une popularité dans certains mouvements extrémistes au Moyen-Orient, comme le Hamas, qui se réfèrent explicitement, en 1988, aux Protocoles des Sages de Sion dans sa charte.
Taguieff considère que le mythe du complot juif a revêtu quatre formes historiques : en premier lieu durant l'Antiquité et le Moyen Âge, il se présente sous la forme de rumeurs de complots locaux car les Juifs seraient « solidaires entre eux ». À ces rumeurs, s'ajoutent de multiples calomnies comme celles de la « haine du Christ, donc de Dieu », donc des chrétiens, qui peut se traduire par des accusations d'infanticide rituel. En deuxième lieu, à partir du XIXe siècle, il prend la forme de récits plus ou moins élaborés de complots nationaux car les Juifs forment un « corps étranger » et jouent un « rôle d'État dans l'État ». En troisième lieu, de la fin du XIXe siècle au milieu du XXe siècle, le complot juif devient un « complot international ou mondial ». Depuis 1948 et la création de l'État d'Israël, le complot juif devient le « complot sioniste mondial » ou, depuis les années 1990, le « complot américano-sioniste », appelé « alliance judéo-croisée » par les islamistes.

## Histoire de la théorie du complot juif

### Moyen Âge
D'après Pierre-André Taguieff, « le motif du complot juif contre la société chrétienne se constitue historiquement autour de l'accusation d'empoisonnement des fontaines et des puits, qui surgit en 1321 en Aquitaine sous la forme de la fiction d'un complot judéo-lépreux ».

### XVIeetXVIIesiècles

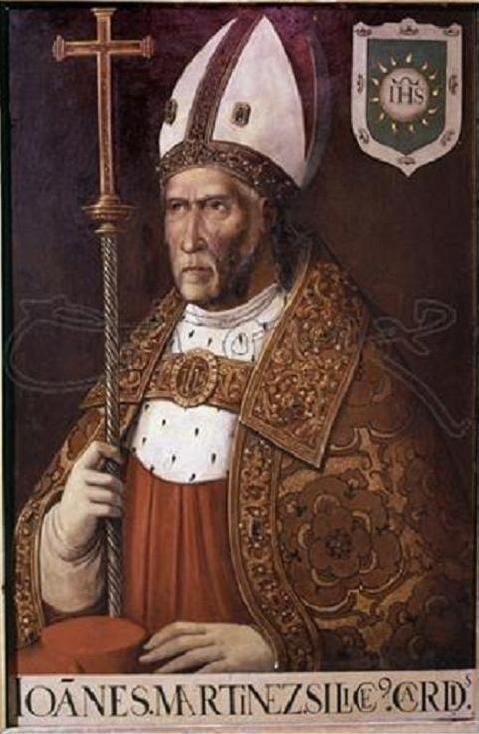
Juan Martínez Silíceo, par F. de Comontes.

Au XVIe siècle, la Lettre des Juifs de Constantinople est fabriquée par l'archevêque de Tolède Juan Martínez Silíceo dans un but antisémite. L'auteur s'attaque aux « nouveaux chrétiens » et donne ces conseils à l'adresse des rabbins de Saragosse :

« … et comme vous ne pouvez pas faire autrement, baptisez-vous comme l'édit du roi l'ordonne, uniquement pour vous y conformer, mais conservez toujours dans votre poitrine votre Sainte Loi.
Et pour ce que vous dites, qu'ils vous dépouillent de vos biens, faites de vos enfants des marchands et des avocats afin qu'ils puissent les dépouiller de leurs biens.
Et pour ce que vous dites qu'ils vous retirent la vie, faites de vos enfants des médecins, des chirurgiens ou des apothicaires afin qu'ils puissent ôter la vie de leurs enfants et de leurs descendants.
Et pour ce que vous dites que les dits Chrétiens ont profané et souillé vos cérémonies et synagogues, faites de vos enfants des membres du clergé, afin de pouvoir facilement profaner leurs temples et souiller leurs sacrements et bénéfices. »

Les « conseils » de la Lettre des Juifs de Constantinople seront repris au mot près en 1882 par le chanoine Emmanuel Chabauty dans son ouvrage Les Juifs nos maîtres),.
En 1650, l'écrivain espagnol Francisco de Quevedo écrit une satire antijuive, L'Île des Monopantos (es) dans Hora de Todos, qui constitue avec la Lettre des Juifs de Constantinople l'un des deux textes fondateurs du mythe du « complot juif » pour la domination du monde. Ces deux ouvrages sont les précurseurs du faux document intitulé Les Protocoles des Sages de Sion, texte de référence de l'antisémitisme,.

### XIXesiècle

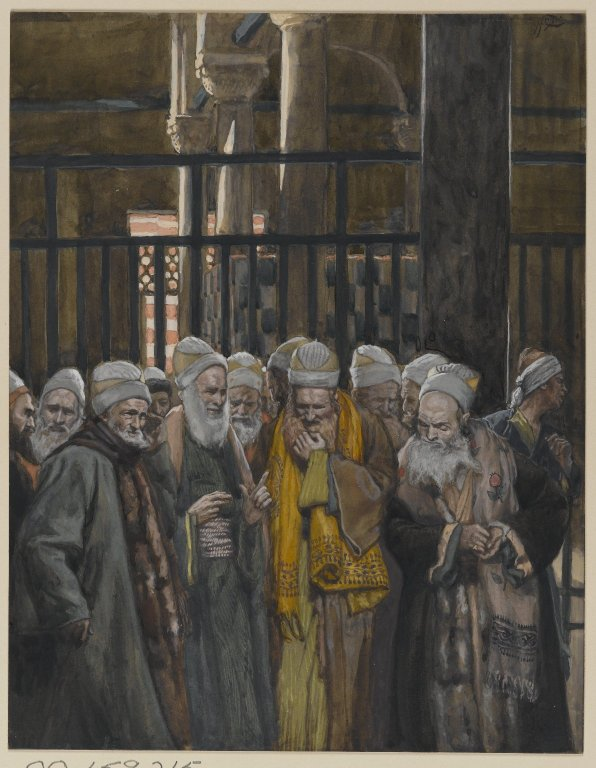
Titre de la peinture de James Tissot : Conspiration des juifs (1886-94).

Le 20 août 1806, le jésuite Augustin Barruel reçoit à Paris une lettre de Florence provenant d'un soldat italien, Giovanni Battista Simonini, dans laquelle ce dernier le félicite pour ses Mémoires pour servir à l'histoire du jacobinisme. Il tient toutefois à évoquer un témoignage personnel sous la forme d'une théorie qui met en scène un complot judéo-maçonnique, la maçonnerie étant sous la direction du judaïsme. Barruel transmet la lettre au pape Pie VII, qui lui répond par son secrétaire, puis au roi Louis XVIII. Ces correspondances ont été publiées pour la première fois en 1882, dans le journal jésuite La Civiltà Cattolica. Elles sont republiées en 1924 dans l'ouvrage d'Alexandre Netchvolodov, L'Empereur Nicolas II et les Juifs.
À la fin du XIXe siècle, l'idée d'un « complot juif » se développe en Europe. L’origine de cette croyance se confond avec un roman publié à Berlin en 1868. Ce roman, intitulé Biarritz et signé du pseudonyme de « Sir John Retcliffe », est l'œuvre de Hermann Goedsche, un fonctionnaire qui avait été révoqué des services de poste prussiens. Dans un chapitre intitulé « Dans le cimetière juif de Prague », il décrit une réunion de rabbins issus des douze Tribus d'Israël et prenant tour à tour la parole dans le vieux cimetière juif de Prague. Ils annoncent alors un plan méthodique, rigoureusement articulé, de domination et de contrôle du monde. 
Suivent alors plusieurs publications en Europe orientale où, peu à peu, le roman Biarritz se déforme. Le contenu des dialogues révélant le complot juif est imprimé séparément en Russie à partir de 1872, et publié sans que soit mentionné leur caractère fictif. Ainsi isolé de son contexte romanesque, le récit atteint la France en 1880 sous la forme d'une histoire vraie. Dans le numéro du Contemporain de juillet 1881 par exemple, la scène du cimetière juif passe pour être véridique, connue grâce au témoignage d’un authentique diplomate britannique, « Sir John Readclif » (le nom a déjà été légèrement déformé). En 1896, dans l’ouvrage de François Bournand (1855-1911) Les Juifs, nos contemporains, les propos des douze rabbins sont fondus en un seul monologue, celui du rabbin Eichhorn (ou Reichhorn) sous l’appellation « le discours du rabbin ». La diffusion va alors être sans cesse élargie. Il faut attendre 1933, dans l’édition suédoise et dans l’introduction qui la précède, pour voir enfin annoncer la mort de « Sir John » (le nom a encore été modifié), « mystérieusement assassiné » comme il se doit.
En 1859, le philosophe contre-révolutionnaire Joseph de Maistre s'exprime sur ce qu'il perçoit comme une attitude nuisible des Juifs dans son livre Quatre chapitres inédits sur la Russie.
En 1869, le juif russe converti au christianisme Jacob Brafmann publia un essai nommé Kniga Ḳahala dans lequel il développe le concept du Kahal juif ou l'idée d'une sorte de pouvoir central de la communauté juive sous la forme d'un conseil d'administration, tissant la trame de nombreux complots.
L'essayiste Osman Bey critiqua l'Alliance israélite universelle (AIU), voyant dans ses avatars l'ayant précédée les déclencheurs de la Révolution française et désigna la franc-maçonnerie comme contrôlée par le judaïsme (thèse du complot judéo-maçonnique). Il dénonça un complot juif visant à s'attaquer à la Russie.
Dans les années 1870, Bey fut suivi par Hippolytus Lutostansky dans ses écrits.
En 1882, le prélat Emmanuel Chabauty publia dans son livre Les Juifs nos maîtres un opuscule de l'abbé Jean-Baptiste Bouis, présenté comme prêtre d'Arles en 1644, décrivant une lettre de 1489 intitulée Lettre des juifs d'Arles envoyée aux juifs de Constantinople rédigée au nom des juifs de Provence par le rabbin d'Arles, leur chef, écrivant à ses frères de Constantinople, le 13 janvier 1489, pour leur demander la ligne de conduite à suivre dans le contexte de l'édit sévère de Charles VIII de France, moins tolérant que les anciens rois de Provence, par lequel il enjoignait aux Juifs provençaux de se faire chrétiens ou de quitter le pays. Le texte présente également la réponse du 21 novembre de cette même année des Juifs de Constantinople, leur enjoignant la dissimulation, la prise de pouvoir clandestine et la pratique secrète du judaïsme. Il pourrait s'agir d'une copie ancienne d'un faux provenant d'Espagne, intitulé Lettre des Juifs de Constantinople.
Pour l’archevêque Leo Meurin , la volonté juive de domination se comprendrait théologiquement. Ainsi en 1893, dans son livre La Franc maçonnerie Synagogue de Satan, il prête aux Juifs la non compréhension du sens spirituel des prophéties de l'Ancien Testament, et l'idée que le messie sera un roi terrestre chargé de subjuguer toutes les nations en leur faveur exclusive.
Dès 1898, les Jésuites dans la revue La Civiltà Cattolica dénoncent le Premier congrès sioniste comme étant un « complot sioniste mondial ». Dans la foulée, un agent secret de l’Okhrana lance la première version des Protocoles des Sages de Sion. On peut considérer le « discours du rabbin » d'Hermann Goedesche comme un précurseur, lequel fut d'ailleurs parfois publié comme ajout à certaines éditions des Protocoles.
Le thème du complot juif est particulièrement présent en France lors de l'affaire Dreyfus. En Allemagne, la thématique du complot juif se cristallise notamment autour de familles juives influentes, telles que la dynastie des Rothschild, accusée de contrôler les systèmes financiers du monde ou la Réserve fédérale des États-Unis.
Cette idée de « complot juif » n'est pas partagée par le philosophe allemand du XIXe siècle Friedrich Nietzsche qui la réfute en filigrane :

« C'est un fait que les juifs s'ils le voulaient pourraient dès maintenant exercer leur prépondérance et même littéralement leur domination sur l'Europe, c'est un fait qu'ils n'y travaillent pas et ne font pas de projet en ce sens. Ils aspirent à s'établir enfin quelque part où ils soient tolérés et respectés. »

### XXesiècle
Après la Première Guerre mondiale, les Protocoles des Sages de Sion gagnent en succès : ils expliquent en substance la Grande Guerre et la révolution bolchévique – les tenants du complot fantasment volontiers sur la coïncidence des dates entre la Déclaration Balfour (2 novembre 1917) et celle de la révolution d'Octobre (7 novembre 1917). Les Protocoles se modifient et passent alors pour être les « séances secrètes du premier Congrès sioniste ». Ainsi, en 1924, l’éditeur allemand Theodor Fritsch peut publier les Protocoles sionistes. Les effets se font sentir rapidement, dans un contexte où les foules avides cherchent des explications à des phénomènes qui semblent les dépasser.
De même, la Grande Dépression en 1929 trouve pour certains une explication toute faite dans le complot juif mondial. En Allemagne, le parti nazi a abondamment usé de ce postulat du « complot juif ». La propagande allemande a fortement nourri le mythe de la « banque juive », notamment via l'idée que les Rothschild suscitaient des guerres entre les gouvernements en manipulant les fonds.

### Après 1945
Après la Seconde Guerre mondiale, les négationnistes du génocide nazi accusent les Juifs de contrôler les gouvernements, les historiens, les systèmes judiciaires : « Se trouvent associés, et dénoncés ès qualités, comme complices, les USA capitalistes et l’URSS communiste, tous au service du « sionisme » ».
Un petit livre prétendument paru aux Pays-Bas en 1933, écrit sous le pseudonyme de Sydney Warburg (Les ressources du national-socialisme, trois conversations avec Hitler), et en réalité publié en 1947 en Suisse, désigne des banquiers, dont la famille juive-allemande des Warburg, comme ayant financé ou contribué à financer l'accession au pouvoir du national-socialisme en Allemagne. Véritable imposture, ce livre a été largement démenti.

#### Dans les pays occidentaux

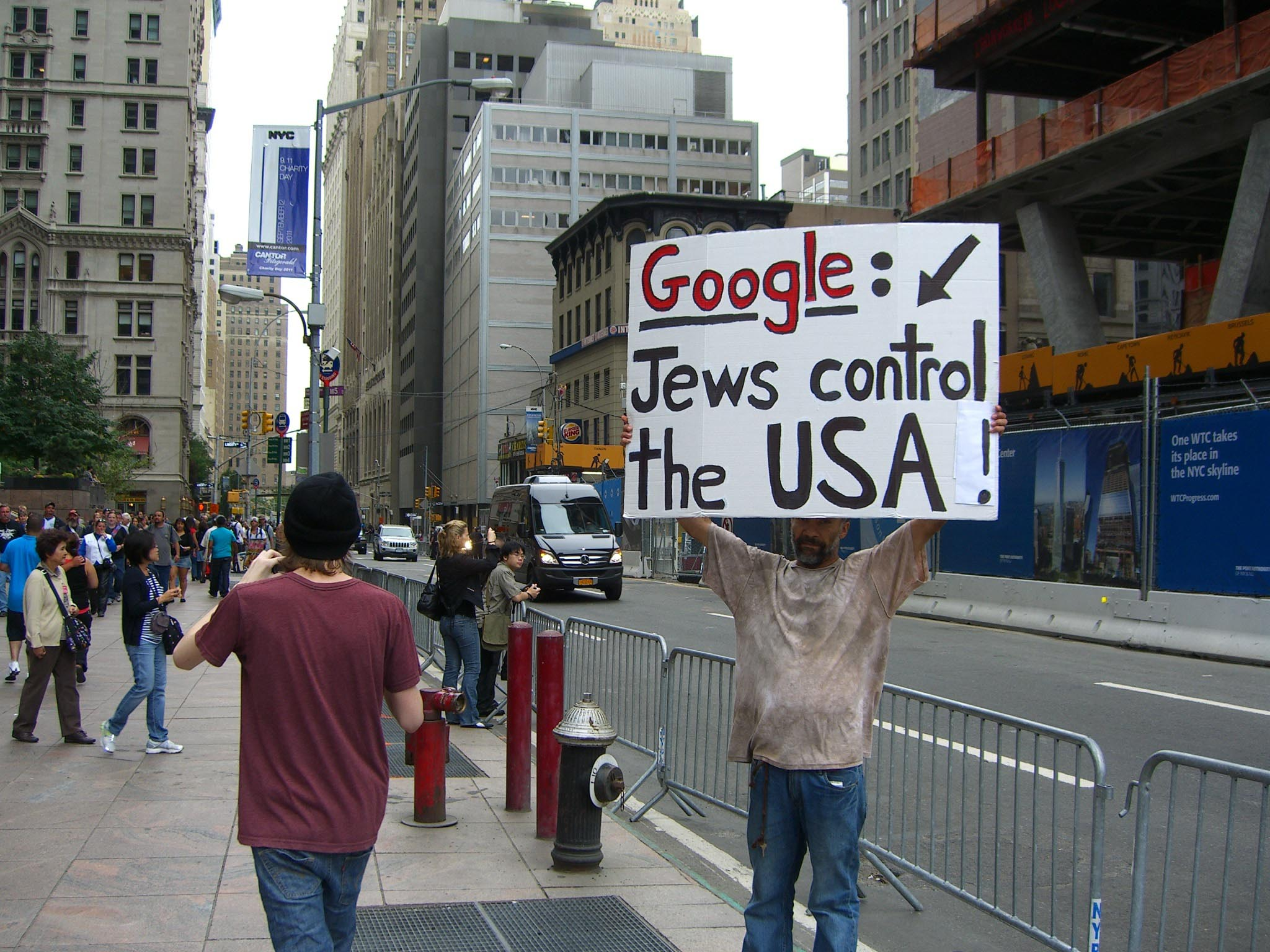
Pancarte brandie sur Church Street à Manhattan, dénonçant le contrôle des États-Unis par les Juifs, 11 septembre 2011 (auteur : Luigi Novi).

En 1985, est publiée l'œuvre posthume du journaliste et essayiste britannique Douglas Reed, mort en 1976, qui présente une théorie du complot juif intitulée La Controverse de Sion ; il explique que les juifs ont instrumentalisé les deux guerres mondiales et en prépareraient une troisième dans le but d'installer un gouvernement mondial à leur solde. Il a été qualifié d'antisémite virulent. Mort depuis dix ans à la parution, il avait renoncé à publier son ouvrage de son vivant et s'était réfugié en Afrique du Sud.
James von Brunn, auteur de la fusillade au United States Holocaust Memorial Museum (Musée de l'Holocauste) de Washington en 2009, est l'auteur d'un essai dénonçant un complot juif mondial : Kill the Best Gentiles.

#### Dans les pays orientaux
Article détaillé : Mein Kampf en arabe

## Dans la littérature
- Les théories du complot juif sont le thème du roman d'Umberto Eco, Le Cimetière de Prague. Sur la quatrième de couverture de sa traduction française, l'ouvrage définit Les Protocoles des Sages de Sion comme un « évangile antisémite ».